# Julian Sas

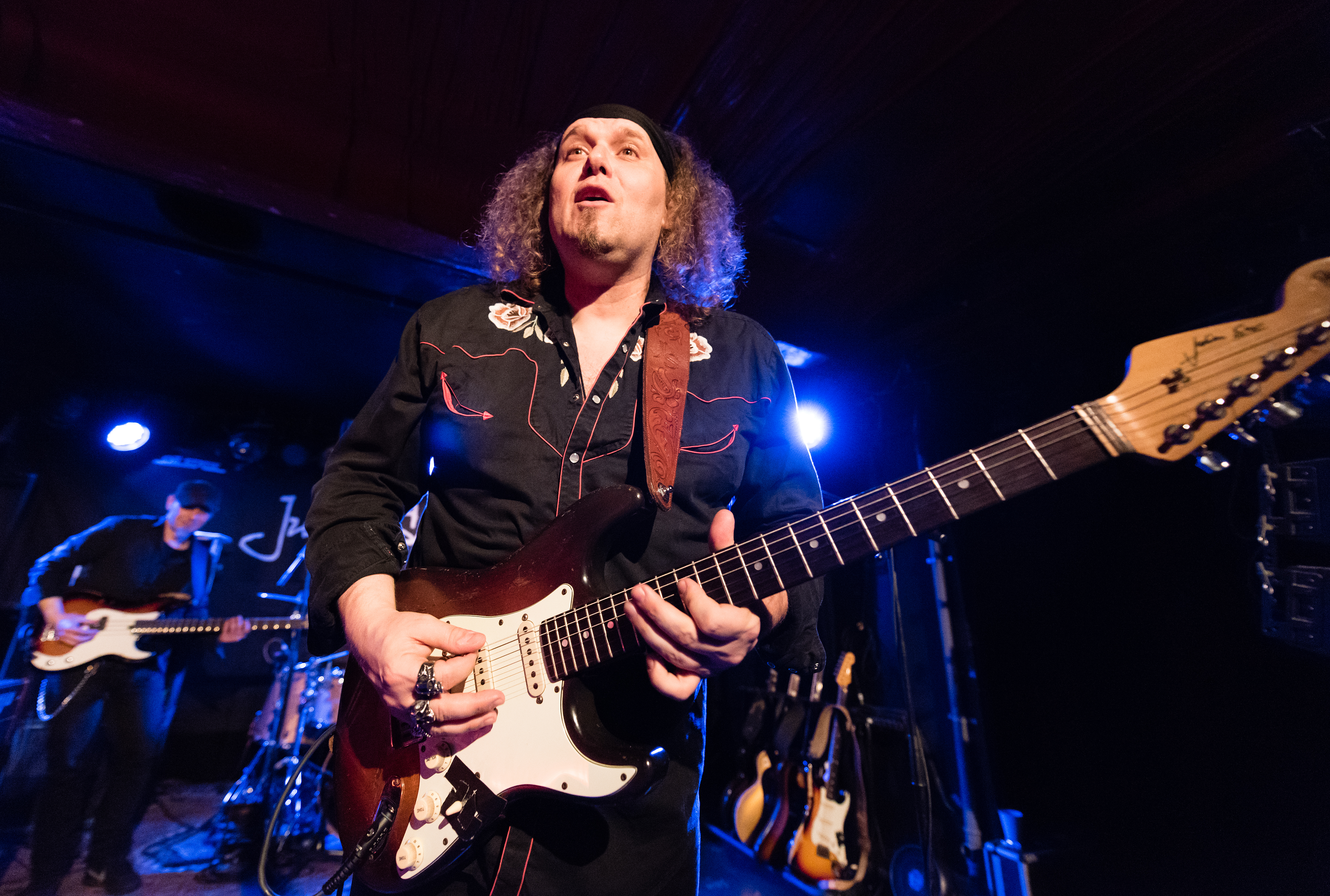
Julian Sas bei der Coming Home Tour 2017 in der Markthalle Hamburg

Julian Sas (* 29. Mai 1970 in Beneden-Leeuwen, Niederlande) ist ein niederländischer Blues- und Bluesrock-Gitarrist und -Sänger.

## Leben
Im Alter von 12 Jahren bekam Julian Sas seine erste Gitarre. Er verschrieb sich der Musik von Jimi Hendrix, Alvin Lee, Freddie King, Elmore James und Peter Green. Im Alter von 17 Jahren sah er zum ersten Mal Rory Gallagher live in Utrecht, von dessen Musik er stark beeinflusst wurde.
Mit 26 Jahren gründete er die Julian Sas Band, mit der er bis heute in verschiedenen Besetzungen tourt.
Zum Jahreswechsel 2015/2016, kurz vor Erscheinen der neuen CD COMING HOME, schied Tenny Tahamta als Bassist aus der Band aus.
Aktuell besteht die Band aus Fotis Anagnostou Bass, Rob Heijne Drums und Roland Bakker Keyboards und Hammondorgel sowie Julian Sas Gitarre/Gesang.
Das musikalische Programm wird geprägt von Blues, Bluesrock und Boogie. Als Zeichen seiner Verbundenheit spielt Sas bei jedem Konzert neben Eigenkompositionen Stücke von Rory Gallagher oder Jimi Hendrix. Mehrfach spielte Julian Sas mit den ehemaligen Mitgliedern von Rory Gallaghers Band, dem Bassisten Gerry McAvoy sowie dem Drummer Brendan O’Neill.
Im Mai 2008 spielte Sas als Headliner auf dem alljährlich stattfindenden Rory Gallagher-Tribut-Festival Going to my Hometown in Ballyshannon, dem Geburtsort des irischen Musikers.

## Diskographie
- Where Will it End? (1996)
- A Smile to my Soul (1997)
- Live (1998)
- For the Lost and Found (2000)
- Spirits on the Rise (2000)
- Ragin’ River (2002)
- Delivered (2002, DVD)
- Light in the Dark (2003)
- Twilight Skies of Life (2005)
- Dedicat10n (2005, DVD+CDSet)
- Resurrection (2007)
- Wandering Between Worlds (2009)
- Bound To Roll (2012)
- Coming Home (2016)
- Feelin’ Alive (2017)
- Stand Your Ground (2019)